# چاپ پارچه

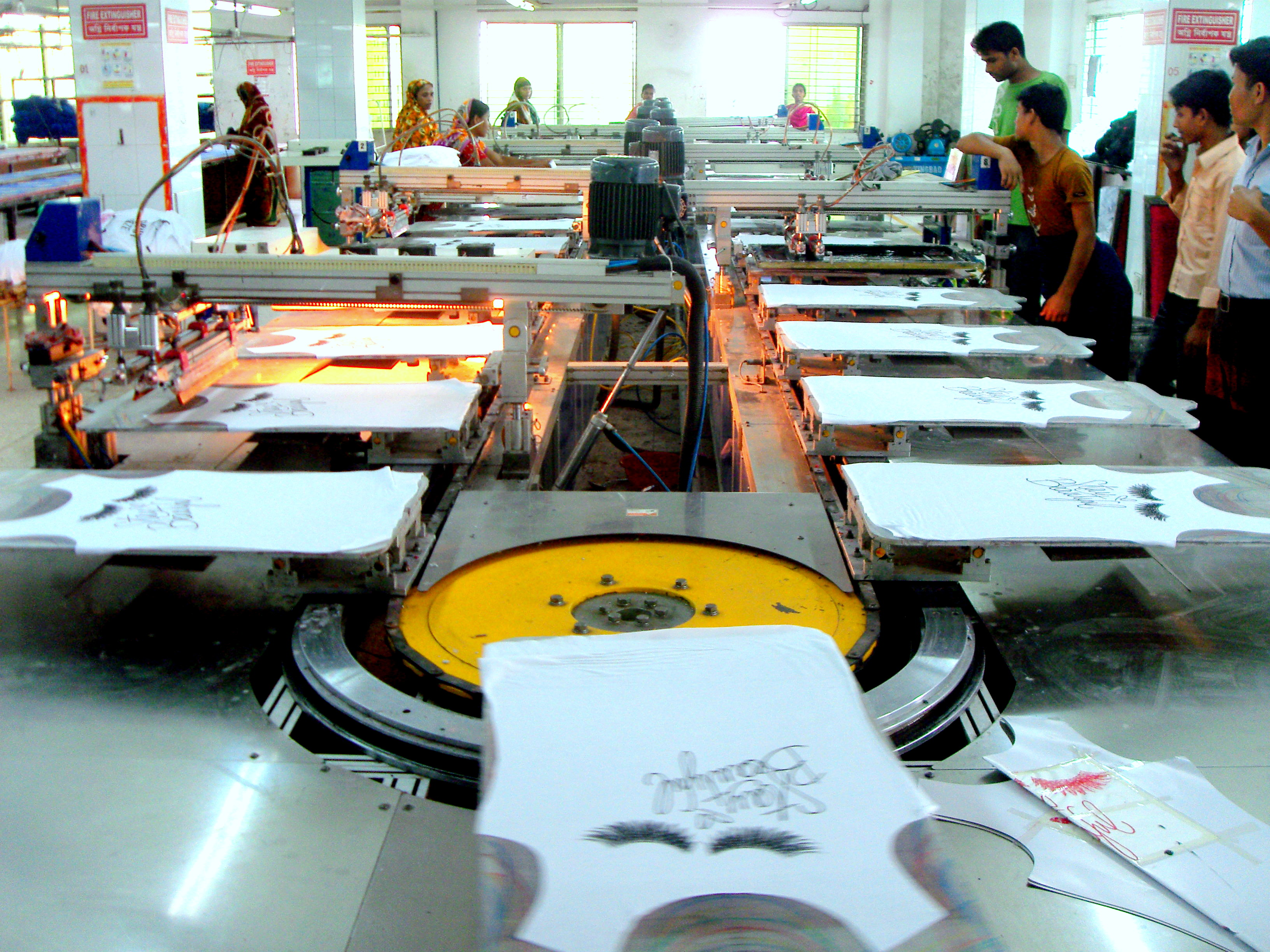
ماشین چاپ خودکار در کارخانه RMG بنگلادش.

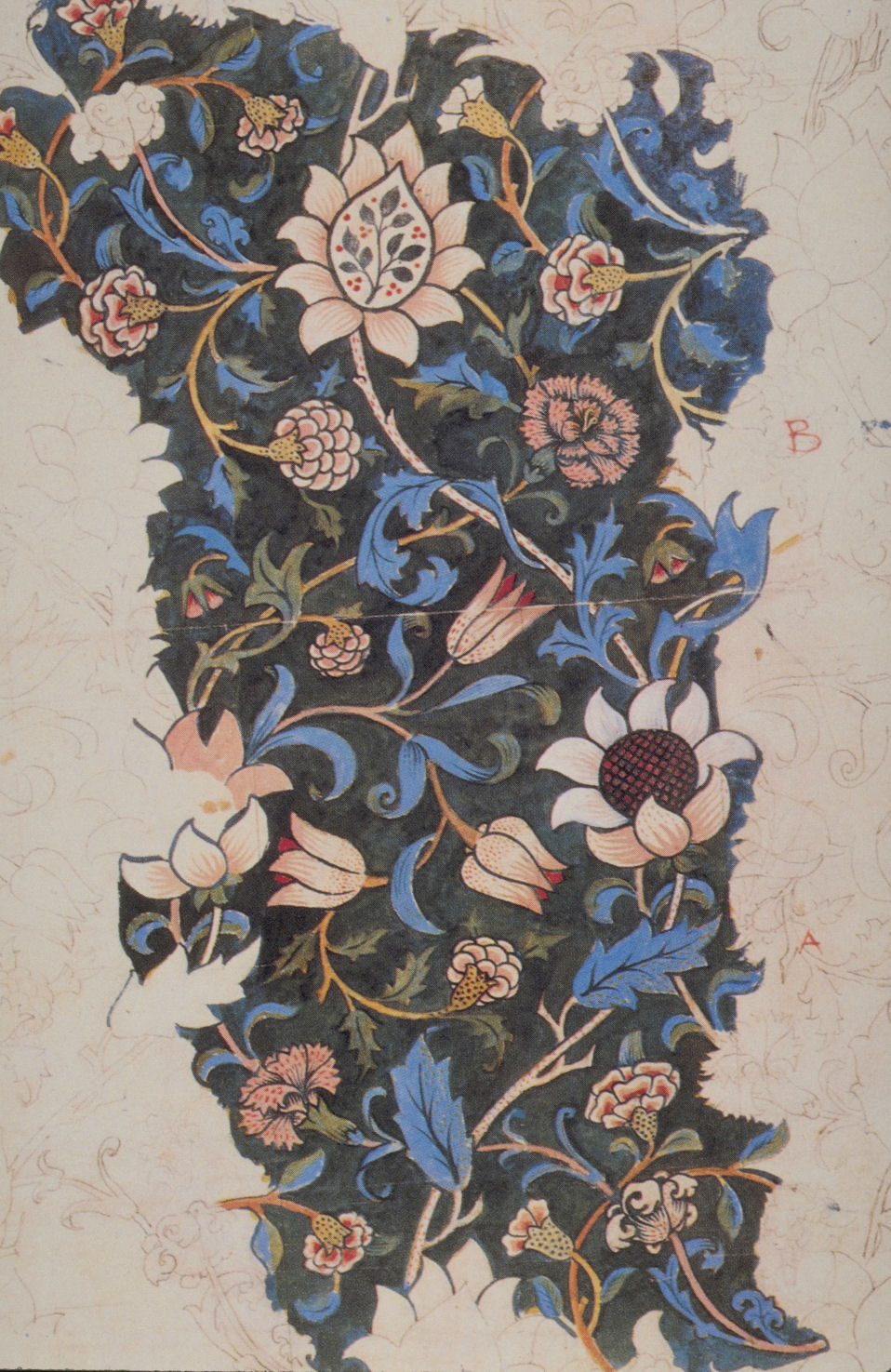
طراحی برای منسوجات چاپ شده با چوب دستی که پیچیدگی بلوک‌های مورد استفاده برای ساختن الگوهای تکراری را نشان می‌دهد. Evenlode اثر ویلیام موریس، ۱۸۸۳.

چاپ پارچه یا چاپ منسوجات (انگلیسی: Textile printing) فرایند اعمال رنگ بر روی پارچه به‌شکل الگوها یا طرح‌های مشخص است. در پارچه‌هایی که به درستی چاپ شده باشند، رنگ با الیاف پارچه پیوند می‌خورد تا در برابر شستشو و اصطکاک مقاوم شود. چاپ منسوجات با رنگرزی مرتبط است؛ اما در رنگرزی مناسب، کل پارچه به‌طور یکنواخت با یک رنگ پوشانده می‌شود، در حالی که در چاپ پارچه یک یا چند رنگ فقط در قسمت‌های خاصی و در الگوهای مشخص و واضح به آن اعمال می‌شود. 
در چاپ می‌توان از بلوک‌های چوبی، شابلون‌ها، صفحات حکاکی شده، غلتک‌ها یا توری‌های سیلک و دیگر روش‌ها برای قرار دادن رنگ‌ها روی پارچه استفاده کرد. رنگ‌هایی که در چاپ استفاده می‌شوند حاوی رنگ‌‌دانه‌هایی هستند که غلیظ شده‌اند تا از پخش شدن رنگ به‌وسیله کشش مویرگی جلوگیری کنند و نقش از محدودهٔ یک الگو یا طرح فراتر نرود .

## روش‌ها
تکنیک‌های چاپ پارچه سنتی را می‌توان به‌طور کلی به چهار سبک طبقه‌بندی کرد:
- چاپ مستقیم که در آن رنگ‌های حاوی رنگ‌دانه‌ها، غلیظ‌کننده‌ها و مواد یا جوهرهای لازم برای تثبیت رنگ روی پارچه به طرح دلخواه چاپ می‌شوند.
- چاپ رنگ‌دانه به الگوی دلخواه قبل از رنگرزی پارچه. رنگ مطابق الگوی طراحی فقط در جایی که باید می‌چسبد.
- مقاومت در برابر رنگرزی، که در آن موم یا ماده دیگری بر روی پارچه چاپ می‌شود و پس از آن پارچه رنگ می‌شود. نواحی موم گرفته شده رنگ را نمی‌پذیرند و نقش‌های بی‌رنگی را بر روی زمینهٔ رنگی باقی می‌گذارند.
- چاپ تخلیه، که در آن یک ماده سفید کننده بر روی پارچه‌های از قبل رنگ شده چاپ می‌شود تا مقداری یا تمام رنگ را از بین ببرد.

تکنیک‌های مقاومت و تخلیه به‌ویژه در قرن نوزدهم مد بودند، مانند تکنیک‌های ترکیبی که در آن‌ها از مقاومت نیلی برای ایجاد پس‌زمینه‌های آبی قبل از چاپ بلوک سایر رنگ‌ها استفاده می‌شد.  چاپ صنعتی مدرن عمدتاً از تکنیک‌های چاپ مستقیم استفاده می‌کند.
فرایند چاپ شامل چندین مرحله برای تهیه پارچه و خمیر چاپ و ثابت ماندن دائمی اثر روی پارچه است:
- آماده‌سازی پارچه،
- آماده‌سازی رنگ‌ها،
- تهیه خمیر چاپ،
- قالب‌گیری خمیر روی پارچه با استفاده از روش‌های چاپ،
- خشک کردن پارچه،
- ثابت کردن چاپ با بخار یا هوای گرم (برای رنگدانه‌ها)
- پس از درمان‌های فرآیندی

## روش‌های چاپ
هشت روش متمایز در حال حاضر برای تحت تأثیر قرار دادن الگوهای رنگی روی پارچه استفاده می‌شود:
- چاپ بلوک دستی
- چاپ پروتین
- چاپ مسی حکاکی شده
- چاپ غلتکی، سیلندر یا ماشینی
- چاپ شابلون
- چاپ صفحه نمایش
- چاپ دیجیتال پارچه
- چاپ پارچه فلکسو
- چاپ تخلیه
- چاپ سیلک اسکرین
- چاپ سابلیمیشن
- چاپ دیجیتال مستقیم روی پارچه

## نگارخانه

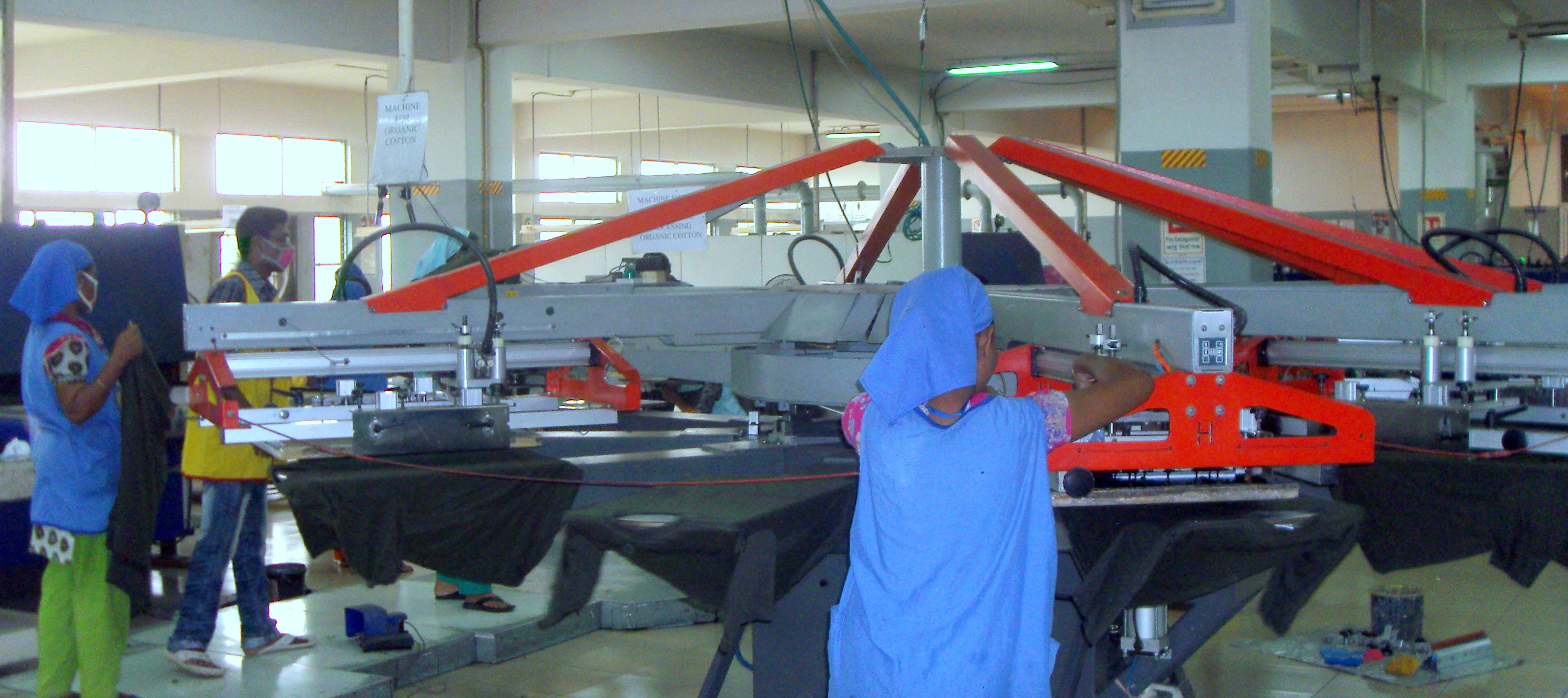
چاپ دیجیتال پارچه توسط دستگاه چاپ اختاپوس در کارخانه RMG بنگلادش
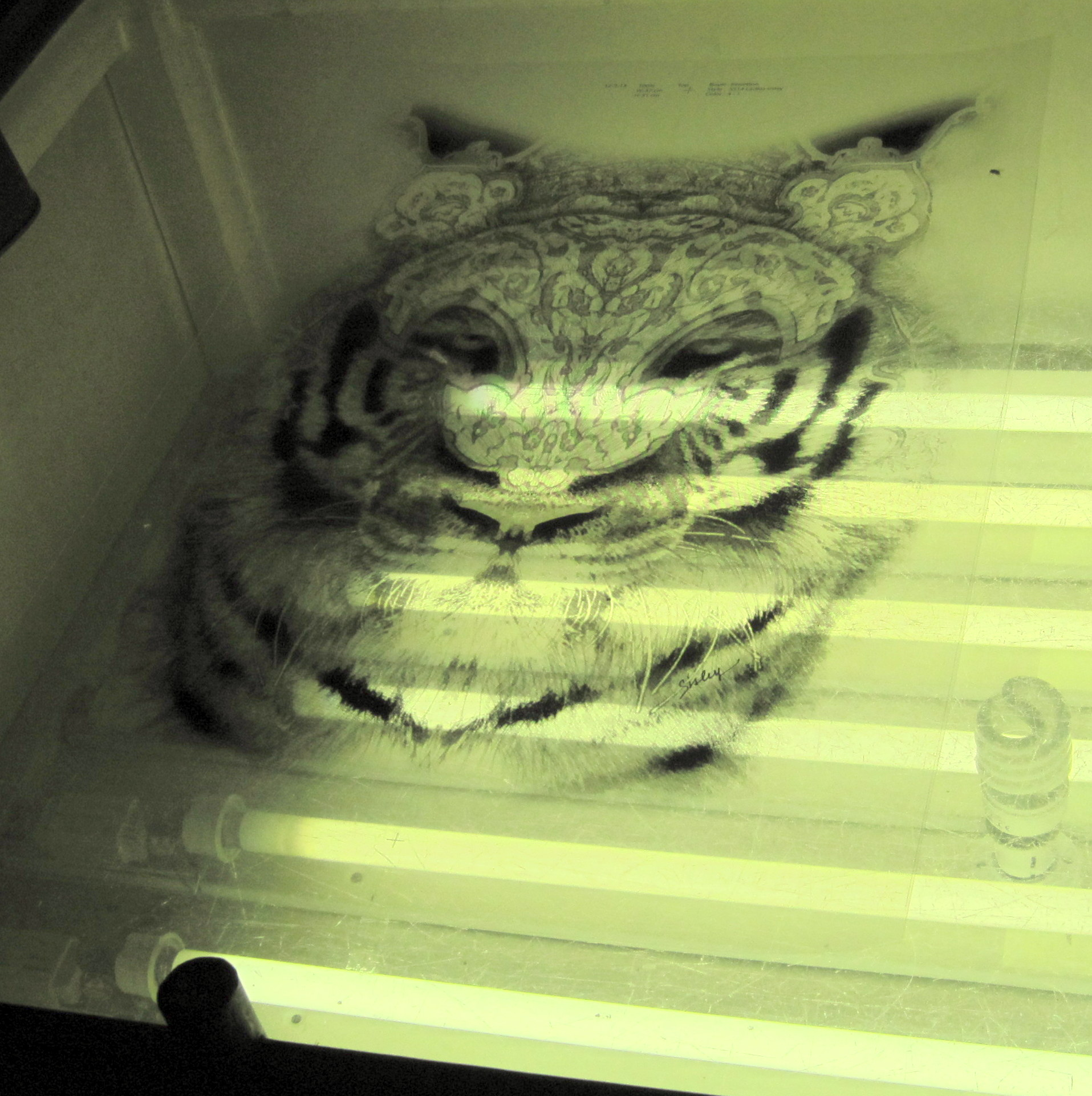
چاپ نگاتیو تی شرت
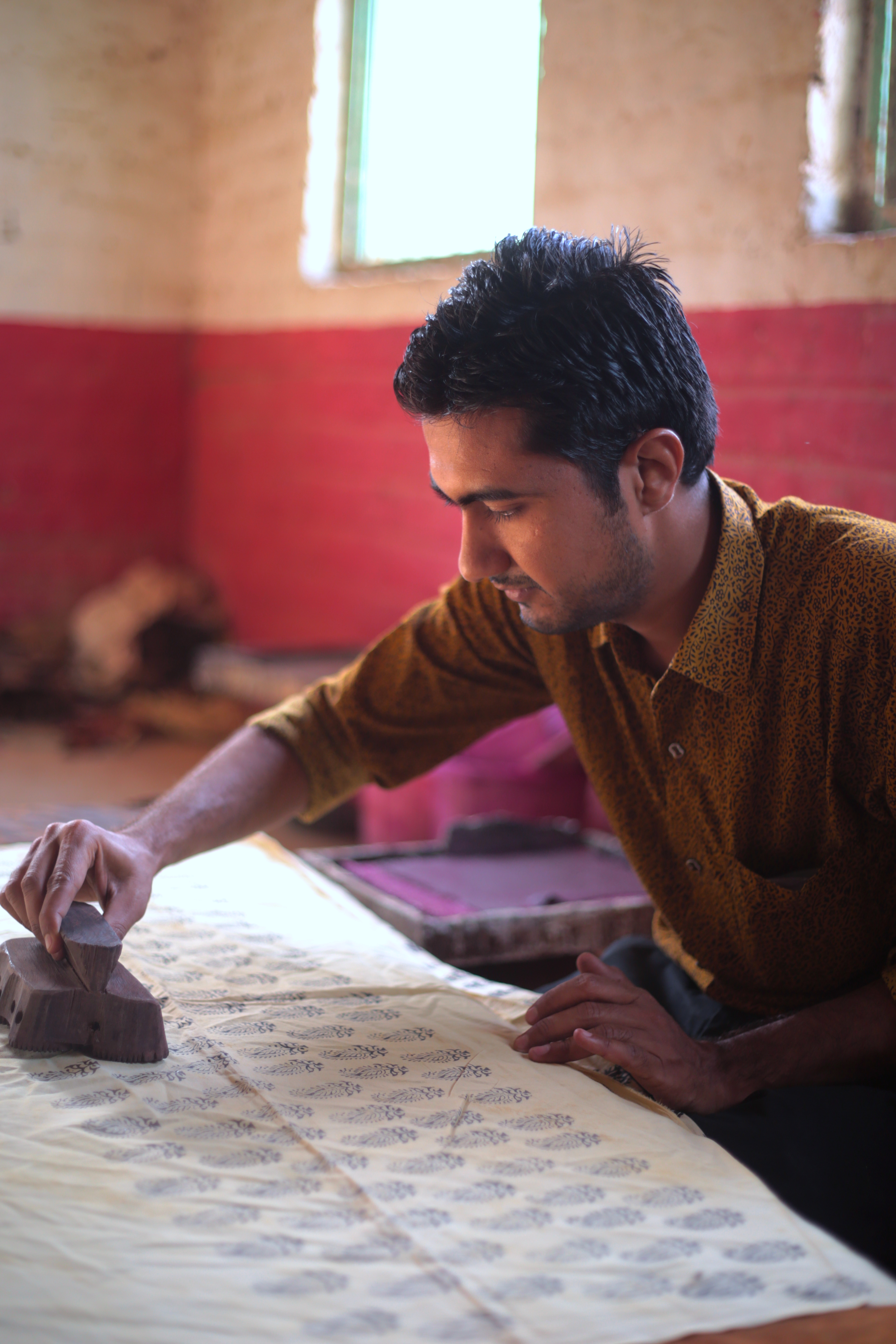
چاپ باغ هنر چاپ بلوک دستی سنتی در روستای باغ، مادیا پرادش ، هند
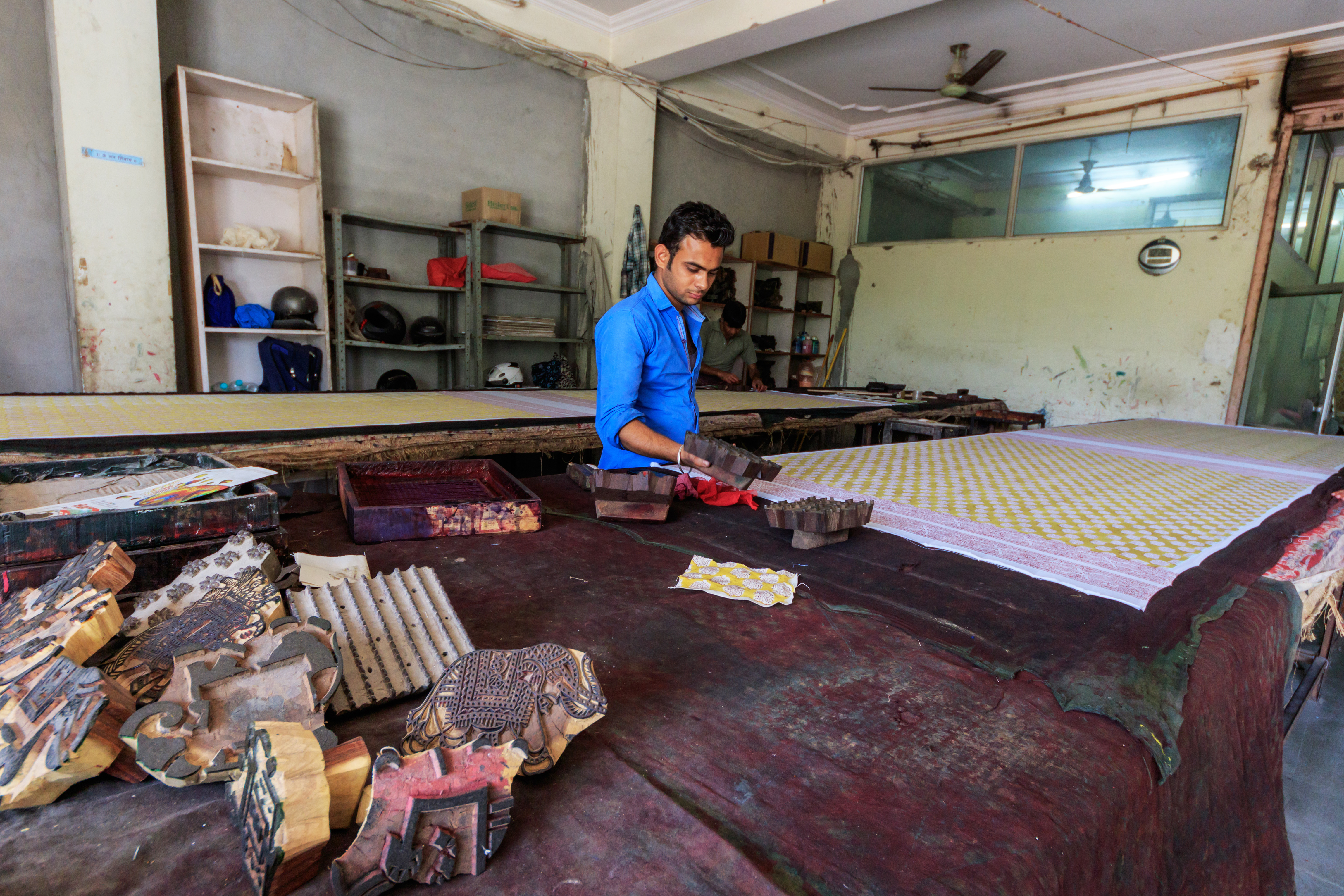
چاپ بلوک چوبی (قلمکار) در جیپور، راجستان، هند .
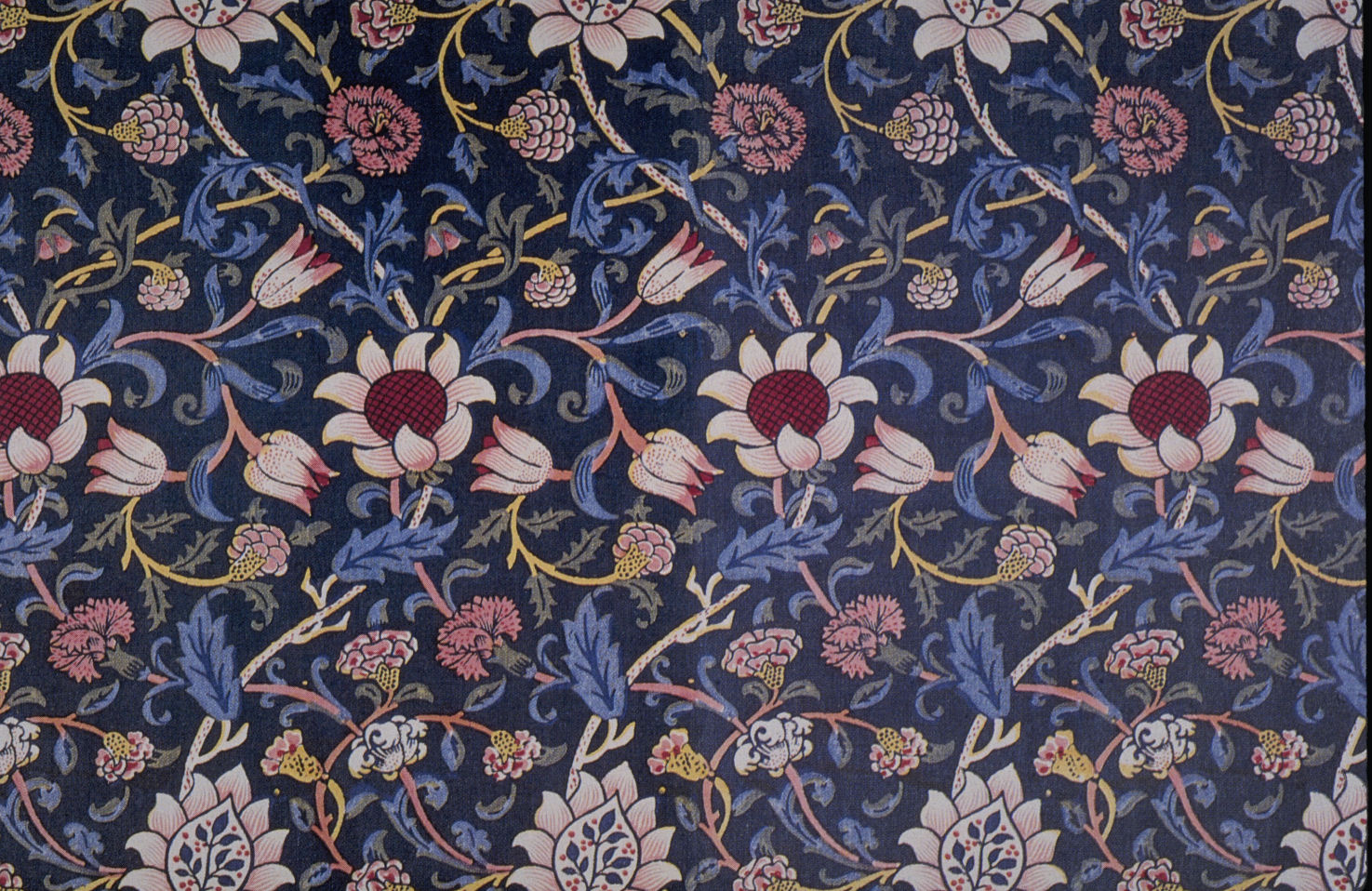
پارچه چاپ بلوک Evenlode.